# Les Dialogues d'Evhémère
Les Dialogues d'Evhémère est un dialogue philosophique peu connu de Voltaire, publié en 1777. À l'époque Voltaire avait 83 ans et il savait qu’il arrivait à la fin de sa vie; l’œuvre est une sorte de testament philosophique. Comme beaucoup des œuvres de Voltaire, il est écrit dans la tradition du dialogue socratique, où les interlocuteurs cherchent ensemble la vérité.

## Discours
Le dialogue imaginaire se déroule entre deux personnages historiques, Évhémère et Callicrate. Évhémère, stoïcien contemporain d’Alexandre le Grand, considérait que les dieux grecs classiques avaient d'abord été des hommes, divinisés après leur mort par leurs disciples. Callicrate était un philosophe du cinquième siècle avant Jésus-Christ dont on sait peu de choses, mais que Voltaire représente comme épicurien. Les points de vue qu'il exprime, y compris l'athéisme, sont ceux de contemporains de Voltaire comme Holbach, La Mettrie et Diderot.
Dans le dialogue comme dans la réalité historique, Évhémère avait vécu une vie de voyages, principalement sur les traces d'Alexandre; Callicrate est curieux de savoir ce que son ami a appris grâce à ces expériences. Les conversations qui suivent sont présentées en douze dialogues::7-8
- Premier dialogue - sur Alexandre
- Deuxième dialogue - sur la Divinité
- Troisième dialogue - sur la philosophie d’Épicure, et sur la théologie grecque
- Quatrième dialogue - si un dieu qui agit ne vaut pas mieux que les dieux d’Épicure, qui ne font rien
- Cinquième dialogue - pauvres gens qui creusent dans un abîme. Instinct, principe de toute action dans le genre animal
- Sixième dialogue - Platon et Aristote nous ont-ils instruits sur Dieu et sur la formation du monde ?
- Septième dialogue - sur les philosophes qui ont fleuri chez les Barbares
- Huitième dialogue - grandes découvertes des philosophes barbares; les Grecs ne sont auprès d’eux que des enfants
- Neuvième dialogue - sur la génération
- Dixième dialogue - si la terre a été formée par une comète
- Onzième dialogue - si les montagnes ont été formées par la mer
- Douzième dialogue - inventions des Barbares: arts nouveaux, idées nouvelles[4]

Les six premiers dialogues traitent de questions métaphysiques telles que l'existence de âme, celle de Dieu et la responsabilité de toute la misère dans le monde. Les six derniers concernent la philosophie naturelle et le monde matériel, c'est-à-dire ce que nous savons du cosmos, de la terre, de la création des montagnes et de la génération. Tous les dialogues ont en commun un appel à la modestie et à la retenue dans les débats. Il y a peu de choses que nous pouvons savoir avec certitude et beaucoup de choses nous sont cachées. Pour cette raison, quoi que nous puissions croire, nous ne devrions jamais ignorer les preuves ou les postulats extérieurs à l'univers de nos croyances ; plutôt que proclamer des dogmes, nous devrions nous engager dans un dialogue. En même temps, Évhémère persiste dans ses attaques contre les athées, les atomistes et les matérialistes, ainsi que contre le dogme religieux, qu'il qualifie de folie, misère et crime.
Les dialogues offrent un aperçu des dernières pensées de Voltaire.  Evhémère est effectivement le porte-parole de Voltaire ; il a vu les folies, les illusions et la misère de l'humanité. Une grande partie du dialogue porte sur le paradoxe de la bonté de Dieu et de la misère sur la terre. Evhémère puise son espoir dans les progrès scientifiques qui laissent présager un monde futur construit sur la rationalité. Callicrate décide finalement de s’engager dans un voyage personnel dans les terres barbares où son ami avait tant appris.

## La censure et la première édition
Le manuscrit autographe de 94 pages subsiste toujours (bien que les pages 37 à 40 ne soient pas de la main de Voltaire). Cependant, la correspondance de Voltaire ne fait aucune référence ni à l'œuvre, ni à son développement. De même Friedrich Melchior Grimm n'en parle pas. Les Mémoires secrets  de novembre 1777 font référence à l'œuvre, et un commentaire de Jean-Louis Wagnière indique que les  Dialogues  n'ont été publiés que peu de temps auparavant.
Au cours de sa vie, Voltaire s'est vu condamner ou interdire ses œuvres par des censeurs royaux en France à de nombreuses reprises. Il disposait alors de plusieurs moyens pour éviter la censure, notamment en faisant imprimer son œuvre à l'étranger, ou à la faire imprimer anonymement en refusant la qualité d'auteur,. En effet, la présentation d'arguments provocants ou radicaux sous la forme d'un dialogue était un moyen de porter des idées non conventionnelles à attention du public tout en évitant la censure.
La page de titre de la première édition connue des  Dialogues d'Evhémère  indique qu'il a été publié à Londres par Voltaire non pas en 1777 comme indiqué par les  Mémoires secrets  mais en 1779 (c'est-à-dire l'année suivant le décès de Voltaire). Il ne porte aucun nom d'éditeur. En fait, il est évident de la typographie distinctive utilisée qu’elle a été imprimée non pas à Londres mais à Lausanne, par Abraham-Louis Tarin, qui travaillait pour l’éditeur François Grasset. Grasset est connu pour avoir publié un certain nombre d'ouvrages attaquant Voltaire, ainsi que pour s'être heurté à lui à plusieurs reprises à propos de la publication prévue d'œuvres de Voltaire à partir de versions manuscrites non autorisées.